# 墨丘利角龍屬
墨丘利角龍屬（屬名：Mercuriceratops）是一屬角龍科開角龍亞科恐龍，所知來自白堊紀晚期坎潘階的加拿大亞伯達和美國蒙大拿。包含單一物種雙子墨丘利角龍（Mercuriceratops gemini）。

## 發現
2007年，Triebold古生物學公司在蒙大拿州的弗格斯郡發現了褶飾化石。
2014年，模式種雙子墨丘利角龍由麥克·萊恩、大衛·伊凡斯、菲利浦·柯里、馬克·洛溫敘述及命名。屬名來自羅馬神墨丘利，因為頸盾與他的有翼頭盔的相似性。種名則來自以卡斯托耳和波魯克斯命名的星座雙子座，象徵出土自亞伯達與蒙大拿兩地的兩件化石。
標本僅包含兩塊來自朱迪斯河組上部與恐龍公園組下部交界的鱗狀骨。正模標本編號ROM 64222由Triebold發現於朱迪斯河組地層，年代為白堊紀晚期坎潘階（約7700萬年前），包含部分右鱗狀骨，可能來自亞成年體，並由皇家安大略博物館取得。第二件標本編號UALVP 54559也被歸入，也是一個部分右鱗狀骨，但稍大一些可能來自較年長的個體，是由亞伯達大學的清修師蘇珊·歐文·卡根在距離正模標本380公里處的亞伯達省立恐龍公園的紅鹿河北岸老人組之上2公尺發現。與UALVP 54559一起還有眉角殘餘但並未被歸入因為其與鱗狀骨連接的不確定性。

## 敘述
估計墨丘利角龍體型與開角龍相當。模式標本的鱗狀骨長793公分。
萊恩等人（2014）建立了單一獨有衍徵：鱗狀骨尾部分支變窄且呈桿狀，而非鈍狀、三角形或錐形的正常開角龍亞科形狀或像三角龍的寬大圓形。
鱗狀骨在褶飾的皮內成骨上帶有至少六至八個外鱗狀骨。根據狹窄的鱗狀骨可推測內盾骨（即頂骨）非常寬擴並有巨大的頂骨孔貫穿。
墨丘利角龍是加拿大所知最古老的開角龍亞科，也是第一個於美加邊界兩邊採集到的前馬斯垂克階角龍科。儘管墨丘利角龍的鱗狀骨輪廓顯示出牠是界於原始尖角龍亞科長方形鱗狀骨和後期三角形鱗狀骨間的過渡形，但描述者反駁此論點因幼年尖角龍亞科在個體發育過程中沒有出現這樣的過渡階段。

## 延伸閱讀
角龍類研究歷史